# Nicolás Urcelay
Nicolás Urcelay Alonzo (Mérida, Yucatán, 20 de diciembre de 1919 - Tampico, 1 de julio de 1959) fue un cantante operístico mexicano. También conocido como "El Caruso del Mayab", por su voz bien timbrada, potente, aterciopelada en el registro medio y ligero color oscuro, que hace evocar al célebre tenor napolitano. Urcelay fue bautizado como “El Caruso Yucatanense" por el escritor José Díaz Bolio, aunque no llegó a cantar una ópera completa, logró integrar un repertorio muy variado, que incluía desde arias de ópera hasta baladas.

## Biografía
Nicolás Urcelay Alonzo nació el 20 de diciembre de 1919 en la ciudad de Mérida en Yucatán en el seno de una familia acaudalada. Sus padres fueron Nicolás Urcelay Ruiz y Sara Alonzo Góngora. En su ciudad natal inició su formación musical a la edad de 5 años. Sus estudios profesionales se encaminaron hacia la contabilidad. En la adolescencia perdió a su padre y dado que en el periodo cardenista (1934-1940) que dejó sin bienes a su familia, por lo que en 1939 emprendieron un viaje a la Ciudad de México donde trabajó como empleado bancario. Sus amigos le animaron a participar en la Hora de los Aficionados de la XEW a principios de 1940. Pero con los nervios olvidó la letra de "Mujer" de Agustín Lara y fue descalificado. Tras perder a su madre, conoció a Isabel Sandoval de Grisi, que llegó a ser su maestra de canto, tutora, mentora, madre y amiga. Es muy probable que además haya recibido algunos sabios consejos del maestro José Pierson. 
En 1942 hizo su debut radiofónico en Radio Mil. Probablemente su timbre de tenor spinto llamase la atención en una época en que abundaban las voces de tenor ligero. Dos años más tarde, se incorporó como integrante del coro al programa “Operetas y Zarzuelas” de la XEW. El maestro Adolfo López Llera le sugirió que cantara como tenor solista pasando a ser el primer tenor de la compañía. En 1947 cantó en la Casa Blanca ante el presidente Harry S. Truman y más tarde en el Hollywood Bowl Theatre bajo la dirección de Xavier Cugat. Su primera gira artística en el extranjero fue en La Habana, Cuba. Le siguieron otras en Brasil, Bolivia, Colombia, Ecuador, Perú, Venezuela, Puerto Rico, República Dominicana y Estados Unidos. El 16 de abril de 1949 el tenor se casó con Josefina Castro Alonzo en Nueva Orleans y tuvo tres hijos: José Nicolás, Martha Josefina y Carlos Alberto. En 1951 participó cantando canciones de Guty Cárdenas en la película Deseada dirigida por Roberto Gavaldón y protagonizada por Dolores del Río y Jorge Mistral. En 1958 participó en la comedia musical Locura musical dirigida por Rafael Portillo, junto a otros artistas tales como Luis Aguilar, Tito Guízar, Pedro Vargas y Dámaso Pérez Prado.
Apareció en varias ocasiones en programas televisivos como "Variedades de Medianoche", "Estudio de Pedro Vargas", "La Hora de los Aficionados", "Cita con Agustín Lara", entre otros. Sustituyó a Lucho Gatica en el programa "Yate del Prado". Participó junto a la soprano Marta Ornelas en la puesta en escena de la opereta El conde de Luxemburgo producida para televisión. En San Luis Potosí debutó como director en el programa de televisión "De visita a las 7". También colaboró en diversos programas de radio, como un especial de la “Hora Nacional” dedicado a todos los periodistas del país. En XEW-radio inició el programa "Una Nueva Comedia Musical". Falleció debido a un derrame cerebral el 1 de julio de 1959, con 39 años de edad, mientras se encontraba haciendo una gira por Tampico, Tamaulipas. Antes de partir a Tampico grabó el tema con el premonitorio título "Adiós" de Mariano Mores.

## Repertorio
En su repertorio se incluyen arias de ópera tales como: "Che gelida manina", (La bohème de Puccini) y "La donna è mobile" (Rigoletto de Verdi), así como piezas del repertorio lírico universal, como es el caso de "Mattinata" (Leoncavallo) y "O sole mio" (Di Capua). Curiosamente las arias que escogió están destinadas para un tenor lírico, aunque él era un spinto. Por ejemplo, el aria de La bohème requiere un do de pecho (C4) y la de Rigoletto un si natural (B3). Destacan, asimismo, "La flor de la canela" de Chabuca Granda, canción peruana que Nicolás se encargó de dar a conocer en México; "No niegues que me quisiste" de Jorge del Moral; "Rosa la China" de Ernesto Lecuona, una especie de María la O, que también exige agudos formidables; "Princesita" de José Padilla, que estrena el tenor italiano Tito Schipa; y "Vanidad" de Armando González Malibrán. Nicolás, junto a José Mojica, Alfonso Ortiz Tirado, Néstor Mesta Chayres y Libertad Lamarque, es uno de los grandes intérpretes de la compositora mexicana María Grever. También se distinguió por abordar con maestría la Suite española de Agustín Lara, que contiene piezas como “Granada”, “Toledo”, “Cuerdas de mi guitarra” y “Españolerías”. 
Entre las últimas interpretaciones de Urcelay, acompañado por la Orquesta de Enrico Cabiatti, cabe destacar “Ojos Tapatíos” (Fernando Méndez V.), "Ay, ay, ay" (Carmen Pérez Freyre), “Nocturnal” (J. Sabre Marroquin / J. Mojica) y "El Torrente" (L. Carmi / C.A. Limón / G. Jiménez). Igualmente llaman la atención las piezas italianas "Luna Rosa" (Di Vian / De Crescenzo) y "Buendía Tristeza" (M. Ruccione / A. Martínez), que es una versión en español de "Buongiorno tristezza".

## Premios y reconocimientos
- En Tampico fue declarado como "el tenor más brillante de México".

## Grabaciones
- En 1946 grabó con RCA Víctor seis piezas: “Perjura” y “Las Violetas”, (M. Lerdo de Tejada); “Lluvia de estrellas”,” Sólo pido a la vida”, “Por qué te quieres ir” y “Manolete” (Paco Treviño), todas ellas acompañadas por orquesta.
- En 1948 grabó con Discos Anfión el álbum Canciones y Romanzas con Nicolás Urcelay. Eran ocho piezas acompañadas al piano por Isabel Sandoval de Grisi: “La tabernera del puerto” (Pablo Sorozábal); “La Nuit” (A. Rubinstein); “Lejos de ti” (Manuel M. Ponce); “Non ti scordar di me” (Furno Curtis); “El Cisne” (Ernesto Lecuona); “Una furtiva lagrima” (Donizetti); “Princesita” (José Padilla) y “Sultana” (Jorge del Moral). A esta selección se agregaron “Júrame” (María Grever), “Amor, tan sólo amor” (Lola Castagnaro), Te Quiero del “Trust de los Tenorios” (José Serrano) y “Mírame Así” (Fernando Sánchez de Fuentes), con la Orquesta del Maestro Absalón Pérez. En agosto de ese mismo año hubo un par de grabaciones más: “Mujer” y “Anhelos” (Agustín Lara) con Agustín Lara y su orquesta. Las piezas “Lejos de ti”, “Una Furtiva lacrima” y “Princesita” fueron grabadas nuevamente con orquesta por el tenor años después para el sello Columbia.
- Con “Discos Odeón” grabó cuatro piezas: “Suerte loca”, “Españolerías”, “Cabellera blanca” (Agustín Lara) y “Martha” (Moisés Simons). Esta última fue grabada por primera vez en 1932, por el tenor italiano Beniamino Gigli y Urcelay la popularizó en América Latina.
- En su primera gira a Cuba firmó un contrato con la Radio Cadena Suaritos, con quienes hizo una serie de grabaciones. A este contrato se sumaron varios más y en todos ellos se incluyeron grabaciones. Se calcula que tal número pudo llegar al centenar, entre 1948 y 1950.
- En 1953 grabó con Columbia los temas “Dos cruces” (Carmelo Larrea) y “Luna en el río” (Pacho Hernández). El 6 de febrero de 1957 Discos Columbia de México, SA de CV, le entregó un disco de plata por las ventas obtenidas con el tema “Dos cruces”. Entre 1953 y 1959 llegó a grabar un total de 72 canciones para este sello, hoy propiedad de Sony Music.
- La colección Serie del recuerdo, lanzada por Sony Music tras su muerte, recoge algunas de sus mejores interpretaciones. Esta selección incluye a 100 intérpretes de la memoria musical de Hispanoamérica, entre los que se encuentran seis discos compactos de Urcelay.